# Sisyrinchium striatum
Espèce
Classification phylogénétique
Sisyrinchium striatum est une espèce de plante herbacée vivace de la famille des Iridaceae originaire d'Amérique du Sud.

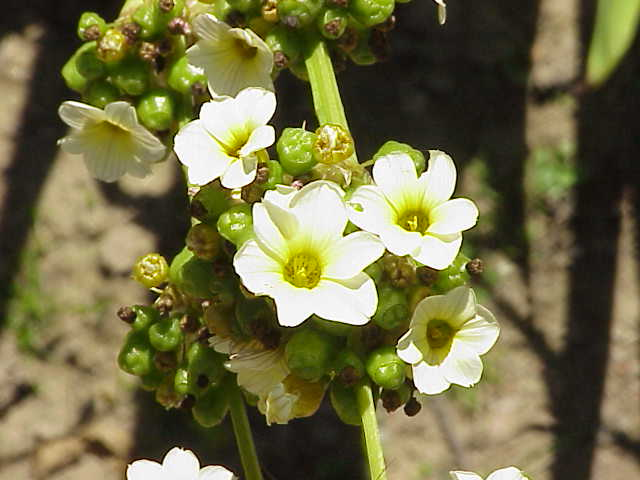

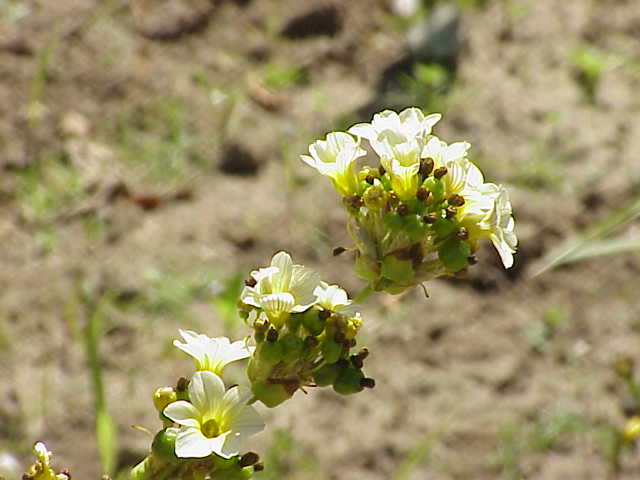